# Templo de Praia, Cabo Verde
El Templo de Praia, Cabo Verde es uno de los templos construidos por la Iglesia de Jesucristo de los Santos de los Últimos Días, el número 173 en operaciones de la iglesia y el primer templo SUD construido en Cabo Verde ubicado al sur de la isla de Santiago a nivel del Puerto de Praia. Previo a la construcción del templo en Cabo Verde, los fieles de la isla viajaban al templo de Madrid para sus ceremonias eclesiásticas.

## Anuncio
Los planes para la construcción del templo en la ciudad de Praia fueron anunciados por Russell M. Nelson durante la conferencia general el 7 de octubre de 2018 junto a otros once templos. La ceremonia de la primera palada tuvo lugar el 4 de mayo de 2019 presidida por Paul V. Johnson, a la que asisitieron líderes locales. La ceremonia de la primera palada ocurrió el mismo día que la primera palada del templo de San Juan, Puerto Rico y el templo de Yigo, Guam. Un ejemplar del estilo del templo fue presentado por la iglesia el 8 de febrero de 2019. La ilustración muestra un pináculo estilo domo que se eleva sobre la entrada principal del templo, reflejando los estilos arquitectónicos de la localidad. El Templo de Praia se construyó en la isla de Santiago en el lado este de la Avenida Cidade de Lisboa en el barrio Tahití Chã de Areia en la cuadra vecina al palacio presidencial.

## Construcción
La construcción del templo inició posterior a la ceremonia de la primera palada con el compactar del terreno y llenado de tierra para fines de 2019. Durante el año 2020 el templo había tomado forma, con el cimiento y las paredes exteriores de concreto a los que se les ha aplicado un sellador impermeabilizante incluyendo la base de la torre central, dándole temporalmente al edificio un color amarillo. Posteriormente, las paredes se pintaron de un gris pardo claro con molduras blancas. El centro de reuniones adjunto al templo llevaba ya la instalación de un marco estructural para el techo de dos pináculos sobre el marco de la pared exterior. La edificación de ambos edificios continúa durante 2021 con un enfoque en el interior así como los jardines y pavimento vial.
Con 8759 pies cuadrados (813,7 m²) de construcción, es uno de los templos más pequeños operados por la iglesia SUD a nivel mundial.